# Gilberto Loyo González
Gilberto Loyo González (Orizaba, Veracruz; 4 de febrero de 1901 - Ciudad de México, 10 de abril de 1973) fue un político y economista mexicano, miembro del Partido Revolucionario Institucional. Se desempeñó como secretario de Economía durante el sexenio de Adolfo Ruiz Cortines.
Licenciado en Derecho por la Universidad Nacional Autónoma de México (UNAM), licenciado en Economía por la Escuela Nacional de Economía y en Estadística por la Universidad de Roma, así como doctor en Economía por la misma universidad.
Fue catedrático en la UNAM y en la Escuela Nacional de Antropología e Historia. Director de la Escuela Nacional de Economía, fue inspector de los censos nacionales en 1930, colaboró en la confección de los posteriores censos y asesoró a diversos gobiernos en materia de estadística. Se mantuvo en estrecho contacto con el Banco de México en el Departamento de Investigaciones Económicas en la década de los cincuenta y sesenta. Propuso la realización de un estudio general de la economía, la producción y los recursos con que contaba México, para tomarlo como base de un programa de desarrollo integral y moderno. 
Impulsor de esta disciplina y de los estudios económicos en México, analizó en profundidad los problemas demográficos y laborales y desempeñó el cargo de presidente de la Sociedad Mexicana de Geografía y Estadística. 
Murió en la Ciudad de México en 1973.
Fundador del Colegio Nacional de Economistas.
Entre sus obras destacan La población de México, estado actual y tendencias (1960) y Población y desarrollo económico (1963). Fue asimismo colaborador de revistas y periódicos mexicanos y del extranjero.